# Нійнісаарі

Ніїнісаарі на мапі Гельсінкі

Ніїнісаарі (фін. Niinisaari, швед. Bastö, укр. Ніїнісаарі — Лубяний острів) — квартал району Вуосаарі у Східному Гельсінкі, Фінляндія. Площа — 	3,19 км², населення — 0 осіб.
На території району розташовані порт Вуосаарі, частково тунелі Вуосаарі, Савіо до порту територією кварталу підходить залізниця Вуосаарі завдовжки 19 км. Житлової забудови немає.